# 維克托·文班亞馬
维克托·文班亞馬（法語：Victor Wembanyama，2004年1月4日—）是法國職業籃球運動員，身高達7尺3吋(221公分)，臂展8尺(245公分)，被視為是這時代最具天賦的年輕球員之一，现效力于NBA聖安東尼奧馬刺。在2023年NBA选秀中被聖安東尼奧馬刺以第一輪第一順位選中，成为NBA选秀状元。生涯一次進入NBA全明星賽。

## 職業生涯

### 法国联赛（2019–2023）
文班亚马早年在楠泰尔92青年队打球。2019-20赛季，文班亚马首次被征召进入楠泰尔92成人队。2019年10月26日，首次被放入替补。10月29日在歐洲盃籃球賽对阵布雷西亚比赛的最后时刻登场，完成职业比赛首秀，当时他年仅15岁9个月25天。2020-21赛季，文班亚马代表楠泰尔92青年队、成人队和法国第三级别联赛的聯邦籃球中心打球。2020年9月23日，他首次代表楠泰尔92成人队亮相法国篮球甲级联赛（Jeep Elite）。赛季结束后，他以17场比赛场均出场17分钟、6.9分、4.8个篮板的数据，被评为法甲当赛季最佳年轻球员。
2021-22赛季，他转会上届法甲冠军ASVEL，签下三年合约。他凭借常规赛场均9.4分、5.4个篮板、1.8次盖帽的表现再次当选法甲当赛季最佳年轻球员。ASVEL获得季后赛冠军，文班亚马在季后赛半决赛中受伤并错失之后的比赛。赛季后，球队老板托尼·帕克承诺围绕文班亚马建队，但未能留住他，托尼·帕克之后祝愿文班亚马能有蒂姆·邓肯一样的职业生涯。
2022-23赛季，他转会樊尚·科莱执教的法甲大都会92，樊尚·科莱还兼任法國國家男子籃球隊主教练。2022年10月，他随大都会92前往美国拉斯维加斯，和另一名潜在新秀斯庫特·亨德森领衔的NBA G聯盟引爆者打了2场表演赛，获得众多NBA业内人士的关注。随后，NBA宣布将转播大都会92当赛季剩下的比赛，这是NBA App首次直播非NBA附属联盟的比赛。
2023年4月，宣布投入2023年NBA選秀。

### 聖安東尼奧馬刺（2023–至今）
文班亞馬在2023年NBA选秀中，獲得聖安東尼奧馬刺相中，成为NBA选秀状元。
2023年12月8日，文班亞馬在對上芝加哥公牛的比賽中，拿下21分20籃板4助攻4阻攻，以19歲338天的年齡成為NBA史上最年輕拿下雙20的球員。
2024年1月11日，文班亞馬在對上底特律活塞的比賽中，拿下16分12籃板10助攻，生涯首度完成「大三元」，並以20歲又6天的年紀，成為史上最年輕的球員。
2024年2月13日，文班亞馬在對上多倫多暴龍的比賽中，拿下27分14籃板10阻攻，成為史上第四位完成「火鍋大三元」的新秀；也是NBA聯盟史上第一位，單場攻下至少「25分、10火鍋、命中2顆三分球」的球員。
2024年2月23日，文班亞馬僅用50場就解鎖「1000分、500籃板、150阻攻」成就，成為史上第三快。
2024年2月24日，文班亞馬在對上洛杉磯湖人的比賽中，拿下27分10籃板8助攻5抄截5阻攻，成為史上第十五位完成「5x5」全能數據的球員；並以20歲50天的年齡，成為史上最年輕締造的球員。
2024年10月31日，文班亞馬對上奧克拉荷馬雷霆的比賽中完成了職業生涯第二場5x5的比賽，拿下25分、9個籃板、7次助攻、5次抄截和5次阻攻。他成為NBA歷史上第三位在多場5x5比賽中取得記錄的球員，加入了哈基姆·奧拉朱旺和安德烈·基里連科。11月4日，文班亞馬在球隊在以113-104輸給洛杉磯快艇的比賽中拿下24分、13個籃板、3次助攻、3次抄截和9次阻攻。11月9日，文班亞馬在以111-110輸給猶他爵士的比賽中三分球9投6中，拿下24分、16個籃板和7次阻攻。他也成為NBA史上第一位連續多場比賽得分20+、籃板15+、三分球5+、阻攻5+的球員。11月13日，文班亞馬拿下生涯最高的50分，其中包括生涯最高的8個三分球，幫助球隊以139-130擊敗華盛頓巫師。以20歲314天的他也成為NBA第四年輕的單場得分50分的球員，也是聯盟史上第一位在三場比賽中投進20個三分球和13個阻攻的球員。
2025年2月21日，馬刺狀元文班亞馬因右肩出現「深層靜脈血栓」，確定剩餘賽季全數報銷。

## 国家队生涯
2019年8月，文班亚马参加了在意大利烏迪內举行的第33届欧洲U16篮球锦标赛，法国队在决赛中不敌西班牙队，获得银牌，文班亚马当选锦标赛五人全明星阵容。
2021年7月，文班亚马参加了在拉脱维亚举行的第15届U19青年世界盃籃球賽。法国队在决赛中以81-83不敌美国队，获得银牌，他在决赛中取得22分、8个篮板和8个盖帽，在比赛剩2分42秒时被罚出场。他以场均14 分、7.4个篮板和5.7个盖帽的数据入选当届赛事的五人全明星阵容。
2022年11月，文班亚马在世界盃歐洲區資格賽对阵立陶宛隊的比赛中完成国家队首秀。
2024年8月，文班亞馬參加法國巴黎奧運，金牌戰不敵美國隊拿下銀牌。

## NBA生涯數據

### 例行賽
| 賽季     | 球隊     | GP  | GS  | MPG  | FG%  | 3P%  | FT%  | RPG  | APG | SPG | BPG  | PPG  |
| -------- | -------- | --- | --- | ---- | ---- | ---- | ---- | ---- | --- | --- | ---- | ---- |
| 2023–24  | SAS      | 71  | 71  | 29.7 | .465 | .325 | .796 | 10.6 | 3.9 | 1.2 | 3.6* | 21.4 |
| 2024–25  | SAS      | 46  | 46  | 33.2 | .476 | .352 | .836 | 11.0 | 3.7 | 1.1 | 3.8* | 24.3 |
| 職業生涯 | 職業生涯 | 117 | 117 | 31.1 | .469 | .339 | .809 | 10.8 | 3.8 | 1.2 | 3.7  | 22.5 |

## 個人生活
文班亞馬的父親是前跳遠運動員，母親是籃球運動員。其姐伊芙同為職業籃球運動員，並在2017年歐洲U16女子籃球錦標賽上與法國隊一起贏得了金牌。他的父親是剛果民主共和國的後裔。

## 另見
- 旅美歐洲籃球運動員列表（英语：List of European basketball players in the United States）

## 外部連結
- 維克多·文班亞馬在fiba.basketball（英语）
- 維克多·文班亞馬在NBA官網（英语）
- 維克多·文班亞馬在歐洲籃球聯賽官網（英语）
- 維克多·文班亞馬在法國籃球甲級聯賽官網（法语）
- 維克多·文班亞馬在Basketball-Reference.com（NBA）（英语）
- 維克多·文班亞馬在Basketball-Reference.com（國際）（英语）
- 維克多·文班亞馬在ESPN（NBA）（英语）
- 維克多·文班亞馬在Eurobasket.com（球員）（英语）
- 維克多·文班亞馬在Proballers（英语）
- 維克多·文班亞馬在RealGM（球員）（英语）